# Wulkan (film 2009)
Wulkan (niem. Vulkan) – niemiecki telewizyjny film katastroficzny z 2009 roku. Film podzielony jest na dwie części. W Polsce premiera filmu odbyła się na kanale TVN w niedzielne wieczory: 6 lutego 2011 i 13 lutego 2011 o godz. 20:00

## Fabuła
Gdy w niemieckim regionie Eifel niespodziewanie wybucha wulkan pod Laacher See, ocalali mieszkańcy zniszczonego miasteczka starają się przetrwać za wszelką cenę.

## Obsada
- Matthias Koeberlin - Michael Gernau
- Katharina Wackernagel - Andrea Matting
- Yvonne Catterfeld - Daniela Eisenach
- Heiner Lauterbach - Gerhardt Maug
- Armin Rohde - Walter Röhricht
- Katja Riemann - Kirsten Friedrichs
- Christian Redl - Ludwig Schöngau
- Sonja Gerhardt - Paula Maug
- Ursula Karven - Renate Maug
- Jenny Elvers - Yvonne
- Pasquale Aleardi - Phil Friedrichs